# Ђорђе Ђурић
Ђорђе Ђурић (Љубиње, 24. април 1971) је бивши српски одбојкаш. 

## Каријера
Био је члан Одбојкашког клуба "Љубиње", са којим се такмичио у Првој лиги СФРЈ. Прешао је у ОК "Војводина", Нови Сад, 1989. године. Са овим клубом освојио је првенство СФРЈ/СРЈ (у сезонама 1991/92, 1992/93, 1994/95, 1995/96), Куп СРЈ (1992/93, 1994/95, 1995/96) и Куп Србије (2004/05). Наступао је за одбојкашке клубове: "Есперос" из Солуна и "ЛЕК" из Атине (1997/98), "Арие" из Солуна (1998/99, 2001/02), "Ком Кави" из Напуља (1996/97), "Торино" из Торина (1999/2000) и ,,Ливорно" из Ливорна (2000/01). Био је првотимац клубова "Арчелик" из Истанбула (2002/03), са којим је те сезоне освојио првенство Турске, "Токат" из истоименог турског града (2005/06), њемачког клуба ,,Лајпциг" (2003/04) и иранског "Машар" (2007/08). У сезони 2006/07. наступао је за ОК "Спартак" из Суботице . Са репрезентацијом СРЈ освојио је бронзану медаљу на Олимпијским играма у Атланти (1996), сребрну на Свјетском првенству у Јапану (1998), бронзану на Свјетском купу у Јапану (1996) и три медаље на европским првенствима - сребрну у Холандији (1997) и бронзане у Грчкој (1995) и Аустрији (1999). Ради (2019) као одбојкашки тренер у ОК "Војводина".

## Успеси

### Репрезентативни
- Олимпијске игре:  1996.
- Светско првенство:  1998
- Европско првенство:  1997,  1995